# Joonas Rönnberg
Joonas Rönnberg, född 19 februari 1983 i Vanda, Finland, är en finländsk professionell ishockeyback som spelat flera säsonger i Finlands högsta serie FM-ligan.
Sin första säsong på seniornivå spelade Rönnberg för Kiekko-Vantaa i Mestis 2002–03. Till påföljande säsong värvades han av Ilves för vilka han spelade tre säsonger i FM-ligan. Därefter följde två säsongers FM-ligaspel vardera för SaiPa och Esbo Blues innan Rönnberg 2010 flyttade till Sverige för ett års spel med IK Oskarshamn i Allsvenskan. Inför säsongen 2011–12 värvades han av Leksands IF för spel i samma liga. Nu spelar han för Düsseldorfer EG i DEL.